# Pierre-Louis de Colbert-Laplace
Pour les articles homonymes, voir Colbert et Laplace.
Pour les autres membres de la famille, voir Famille Colbert.
Jean Pierre-Louis Jean-Baptiste, comte de Colbert-Laplace, né le 6 août 1843 à Paris et mort le 9 octobre 1917 au château de Mailloc, est un homme politique français.

## Biographie
Pierre-Louis de Colbert est le fils du marquis Napoléon-Joseph de Colbert-Chabanais et l'arrière-petit-fils du savant Laplace. Pour rappeler cette illustre ascendance, il sollicita et obtint, en 1876, l'autorisation de modifier la seconde partie de son nom et de signer dorénavant : « comte de Colbert-Laplace ».
Il avait débuté de bonne heure dans la carrière diplomatique, et avait été successivement secrétaire d'ambassade à Washington et à Saint-Pétersbourg, puis attaché au ministère des Affaires étrangères jusqu'au 4 septembre 1870. Il avait publié deux ouvrages intitulés : l'un Monarchie, l'autre Suffrage universel.
Avec l'appui du « Comité national conservateur », il se présenta aux élections législatives de février 1876, et fut élu, au 2e tour, le 5 mars, député de l'arrondissement de Lisieux, contre Lavalley, républicain. Au premier tour de scrutin, les voix s’étaient partagées entre M. de Colbert d'une part et Lavalley, républicain, et Paul-Louis Target, constitutionnel, de l'autre. L'appoint des voix de Target détermina au ballottage l'élection du candidat conservateur.
M. de Colbert-Laplace siégea dans le groupe de l'Appel au peuple, soutint le gouvernement « du Seize-Mai », et vota contre « les 363 ». Candidat officiel aux élections du 14 octobre 1877, il obtint sa réélection , contre Duchesne-Fournet, républicain, et, après avoir repris sa place dans la minorité bonapartiste, il vota avec elle : 
- contre les invalidations des députés de la droite,
- contre l'élection de M. Grévy comme président de la République,
- contre l'amnistie,
- contre l'« article 7 »,
- contre l'application des lois existantes contre les Congrégations,
- contre le rétablissement du divorce, etc.

M. de Colbert-Laplace fut réélu le 21 août 1881, contre M. Banaston, et ne cessa de s'associer aux votes et aux manifestations de la droite impérialiste. Il se prononça avec l'opposition contre les crédits de l'expédition du Tonkin, et refusa sa confiance aux divers ministères de gauche qui se succédèrent dans cette législature, ainsi que dans la suivante, dont il fit également partie.
En effet, M. de Colbert-Laplace, porté sur la liste conservatrice du Calvados, fut élu député de ce département, le 4 octobre 1885, le 3e sur 7. Après avoir voté contre la nouvelle loi militaire, contre l'expulsion des princes (loi du 26 juin 1886), etc., il se prononça, dans la dernière session de la législature,
- contre le rétablissement du scrutin d'arrondissement (13 février 1889),
- pour l'ajournement indéfini de la révision de la Constitution,
- contre les poursuites contre trois députés membres de la Ligue des patriotes,
- contre le projet de loi Lisbonne, restrictif de la liberté de la presse,
- contre les poursuites contre le général Boulanger.

Il retrouva son siège aux élections générales législatives du 22 septembre 1889, au premier tour de scrutin, contre M. Longeon, dans la circonscription de Lisieux. Siégeant à droite, il appartint à diverses commissions spéciales, et déposa une proposition de résolution ayant pour but de provoquer la formation d'une Commission chargée de déterminer et de définir les droits du cultivateur (1893). Il se fit entendre au cours de la discussion : des propositions de loi relatives à la répression des fraudes commises dans la vente des beurres (1891), du budget de l'exercice 1893, au sujet du régime des boissons (1892), et de la loi de finances de l'exercice 1894, à propos des impôts indirects.
Il fut réélu aux élections générales du 20 août 1893, au premier tour de scrutin, contre Henry Chéron. Membre de diverses commissions spéciales, il reprit sa proposition de résolution présentée sous la précédente législature, tendant à créer une Commission concernant les droits du cultivateur (1893) et fut chargé de la rapporter (1894). Il rapporta en outre les propositions de loi sur la répression des fraudes commises dans la vente des beurres (1893), ainsi que la proposition de loi tendant à la suppression des zones de servitudes militaires autour des anciennes défenses de Paris, à la démolition partielle du mur d'enceinte et à son remplacement par un canal de navigation et de défense militaire dans la région nord-est de la place (1894). Il participa à la discussion du projet de loi concernant la réforme de l'impôt des boissons (1895).
Mais le 4 novembre 1895, il se démit de son mandat de député pour des raisons personnelles. Il fut remplacé à l'élection partielle du 12 janvier 1896, par Henri Laniel.
Il mourut le 9 octobre 1917 au château de Mailloc et inhumé dans la sépulture des Colbert-Laplace dressée à l'intérieur de la propriété. Il avait 74 ans.
Outre les ouvrages cités ci-dessus, il publia : La question des bouilleurs de crus (1886), Danger de nos Contingents (sur le même sujet 1887), Examen critique des accusations portées contre les bouilleurs de crus (1895).

## Ascendance et postérité
Pierre-Louis de Colbert était le fils cadet de Napoléon-Joseph de Colbert, marquis de Chabanais (1805-1883), député du Calvados et de Angélique Charlotte Joséphine (1813-1889), fille de Adolphe François René, 3e marquis de Portes (1790-1852), et de Sophie Suzanne de Laplace (1792-1813).
- Il épousa Louise Victorine (1841-1904), fille de Jean-François Renault et Madeleine de Cinglas. Ensemble, ils eurent:
  - Jeanne (en 1870), mariée avec Olivier de Boyer de Sainte-Suzanne (né en 1861), dont postérité ;
  - Jean Baptiste Simon Camille Auguste de Colbert, comte de Laplace (° 1872 † 1961), saint-Cyrien (1894-1896 : promotion du Siam), officier d'infanterie, marié avec Marie Madeleine Clarisse Noblesse (1892-1956), dont postérité.